# Степан Колесников
Степан Фјодорович Колесников (рус. Степан Фёдорович Колесников, укр. Степан Федорович Колесніков; Адријанопољ у Јекатеринославској губернији, 11/23. јул 1879 — Београд, 27. мај 1955), је био један од запаженијих сликара реалиста у Југославији у међуратном периоду.

## Биографија
Степан Фјодорович Колесников је рођен 11/23. јула 1879, на имању имућних родитеља, у селу Адријанопољ, код Луганска, у Јекатеринославској губернијији, (Славеносрбија, Руска империја, сада Украјина). Његови преци cу српског порекла.; Мајка је била из једне избегличке српске породице насељене почетком 19. века - Сафоновић. Отац Фјодор је био самоуки уметник, а млађи брат Иван (1887—1929) је као и Степан био запажен сликар.
Похађао је грађанску школу у Одеси. Прве знања из сликарства је стекао од локалних иконописаца. Од детињства је показивао склоност ка уметности, а већ 1896. његови цртежи су запажени на Сверуској изложби у Нижњем Новгороду, где је добио награду од локалног окружног савета, у виду стипендије за одговарајуће образовање.
Колесников је 1897. године уписао Уметничку школу у Одеси, у то време једну од најбољих средњошколских уметничких образовних институција у Русији. Студирао је уз државну стипендију. Његови професори су били Генади Ладиженски (рус. Генна́дий Алекса́ндрович Лады́женский) и Кирјак Костанди (рус. Кириак Константинович Костанди). У школи је брзо нашао пријатеље, будуће класике совјетске уметности, Исака Бродског, Митрофана Мартишенка (Грекова) и будућег класика руске авангарде Давида Бурљука.
У то време су се дешавале промене и у његовом личном животу. Године 1899. Степан Фјодорович се оженио Ирином Фјодоровном Пападопулос, ћерком грчког земљопоседника, коју је „преотео” од свог пријатеља Грекова. Јануара 1901. године су добили ћерку Љубу.
Године 1903. је завршио Уметничку школу у Одеси, добивши за показани успех диплому I класе и четири медаље за своје радове. Упркос предлогу да прихвати место наставника. По препоруци школског савета, без конкурса, исте године је примљен на Царску академију уметности, у Петрограду (сада Санкт Петербург) Заједно са Бродским и Грековим је постао студент пејзажне радионице професора Александра Александровича Кисељова. Његови професори си били и жанрист Владимир Маковски, Рјепин, код кога је учио жанр и портрет, као и Архип Куинџи.
Револуционарна дешавања 1905. године имале су значајну улогу у креативној судбини Колесникова. Пошто су часови на академији обустављени због немира, заједно са Грековим и Бродским је отишао да живи код Бурљука, где је направио многобројне скице веома богатог и разноврсног садржаја.
Успешно је дебитовао на изложби Академије уметности, са сликом „Пролеће“ (1905), која је добила другу награду. Већ са тим делом су се истакли његов урођени таленат и особени реалистични стил, којем је остао веран до краја живота. Први успех није био случајан, ни краткотрајан. Од 1905. је постао редовни учесник на пролећним академским изложбама, где су његови радови готово увек награђивани.
Када је 1906. професор Куинџи основао уметничко друштво, са својим именом, а под највишом заштитом цара Николаја II, у које су ушли само најбољи уметници тог времена, Колесников је још као студент, постао један од његових најмлађих чланова.
Академију је завршио 1909. године. Исте године, на X Међународној изложби у Минхену 1909, организованој под покровитељством Леополда I и баварског принца. његова слика „Пролеће”, добила је највише признање - Велику златну медаљу 1. класе. На изложби је учествовало десет хиљада уметника са 49.000 радова. Због таквог успеха цар Николај II га је наградио златном табакером, и звањем почасног грађанина. На ликовном конкурсу организованом 30. октобра 1909. са сликом „На старом имању” је добио титулу уметника-сликара прве класе и стекао право на двогодишње путовање у иностранство у периоду 1910—1912, о државном трошку. У то време је постао члан париског уметничког друштва „Леонардо да Винчи”. Усавршавао се у Минхену, Паризу, Риму, Берлину, Венецији, Бугарској. Након повратка, марта 1912. организовао је уметничко етнографско-археолошку експедицији у Азији, Туркестану, Монголији, Тјеншану, у Персији, Самарканду, на Кавказу. Ову експедицију су помогли руски Генералштаб, Академија наука, Академија уметности, Царски географски институт. Након повратка у Русију, са огромним материјалом, приредио је успешне изложбе, а његове слике су завршиле у разним музејима, док је археолошки материјал предат Академији наука.
Главни мотиви на његовим сликама су пејзажи јужне Русије, буђење пролећа, отапање снега, сеоски живот, а сликао је и људе и животиње у ентеријеру.
На самосталним изложбама у периоду 1912—1913 у Петрограду (1912), Ростову на Дону (1913), Москви (1919), се представио као зрео уметник. Његова дела успешно су излагана на међународним изложбама у Лондону (1910), Риму (1911), Венецији (1910 и 1914) и руским изложбама група: Салон Издебски (1909, 1910), Удружење уметника (1910), Удружења Куинџи (1917), Удружење јужноруских уметника (1918), Удружења путујућих уметника (1916, 1917). Спремао се за експедицију у Индију 1914, од које је одустао због почетка рата.
У Петрограду је живео до 1915, када се преселио у Одесу. Исте 1915. године је постао члан Удружења слободних уметника и Удружења јужноруских уметника, основаног у Одеси 1890.
Почетком Првог светског рата породица се преселила у Москву. Као државни стипендиста био је ослобођен војне службе, али је као добровољац, у својству ратног сликара дописника за бројне часописе, у више наврата је одлазио на фронт и правио скице са ратним темама. Захваљујући познанству са Грековим, овај жанр му је био близак. Његови радови су наишли на позитивне критике, а до превирања изазваних Октобарском револуцијом 1917. године је доста радио и са успехом излагао радове на бројним изложбама.
После Првог светског рата породица се преко Грузије, Турске и Грчке преселила у Србију. У Београд је стигао 1920. као већ оформљен четрдесетогодишњи уметник, без средстава за живот. У Београду, његово име није познато и било је потребно да прође одређено време да би се прилагодио новој средини. Сликао је портрете по поруџбини и био професор у Руско-српској гимназији (1920—1924).
Уз подршку пријатеља уметника, организовао је већу самосталну изложбу у Трећој београдској гимназији, 23. децембра 1921. године након чега је скренуо пажњу на себе, као најталентованији и најпознатији руски сликар у Југославији. Осим у Београду (1921, 1925), његове самосталне изложбе одржане у европским престоницама као што су Праг (1926 ), Париз (1927), Брисел (1928) и Лондон (1928).
Купио је малу кућу близу центра града, у улица кнеза Павла, бр. 81. Ускоро је постао предавач на Академији ликовних уметности.
За десету годишњицу Битке на Кајмакчалану (1926), насликао је велику слику, за коју је добило највише званичне похвале, а њена репродукција је штампана у многим српским и страним часописима. Постао је широко признат у струци. Показатељ друштвеног престижа и доброг укуса у Београду био је да се у дневној соби нађе најмање једно дело овог мајстора, а предност су имали руски пејзажи карактеристичних имена. Колесникова су буквално бомбардовали наруџбинама.
Радио је монументална дела од којих је најзначајније осликавање плафона изнад гледалишта у згради Народног позоришта у Београду (80 квадратних метара). Скице су израђене у периоду од 1920. до 1922. а радови су изведени између 1924. и 1926. године. Упркос томе што је васпитан у духу руског академског реализма, начин компоновања и сцене су рађене у барокно-рокајном стилу, са митолошким мотивима „Талија на квадриги” и „Баханал”, које прослављају позориште, као храм уметности. Приликом немачког бомбардовања 6. априла 1941. овај његов сликани програм је оштећен, а затим током послератне обнове здања, потпуно уклоњен. Након последњег генералног реновирања (1986), поново је реконструисан, на основу сачуваних скица.
Такође је радио композиције на плафонима и зидове Извозне банке (1925), слике за холове и сале у Хотелу Палас. Сликао је Дунавске аласе, риболов на Сави, пределе око Ртња, Поморавље, Крајину, Добропоље, Охрид, Прилеп, планине у Македонији и Херцеговини, Иван планину у Босни, Шумадију, околину Београда, Кошутњак, Авалу и друго. Аутор је икона „Свети краљ Милутин”, „Свети Василије”, „Свети Сава”, „Свети Никола” у цркви Светог Ђорђа на Чукарици, иконе и иконостаса у цркви Светих врача код Пожаревца (1827), живопис у манастиру Светог Наума на Охридском језеру, где је цар Николај II приказан као светац. Три његова велика уља на платну налазе се у Клиници за хирургију КБЦ Звездара.
За правилно сагледавање важности дела овог уметника битна је преписка Колесникова са великим руским сликарем Иљом Рејпином, у периоду 1925—1929. У архиви Академије уметности у Санкт Петербургу, у фонду Рјепин постоје три писма Колесникова Рјепину, а у Москви у Руском државном архиву за књижевност и уметност су три писма, одговора Рјепина Колесникову. У првом писму, Степан Колесников је обавестио Рјепина о својој судбини и о томе да је у Београду 1921 постављена изложба његових радова, која је прошла врло успешно, да осећа носталгију и да само у омиљеном послу налази олакшање. И остали део сачуване преписке потврђује да је Рјепин искрено ценио рад свог колеге, који је опет Рјепина називао својим великим учитељем.
Године 1935. након озбиљне свађе, Колесников је заувек напустио породицу, која је остала у тешком финансијском положају, због чега је распродала његове слике. Ирина Фјодоровна је умрла 1938. године, након тешке болести.
Други светски рат је тешко погодио породицу Колесников. Почетком рата, син Степана Колесникова, Фјодор је ухапшен, а убрзо након пуштања из затвора је извршио самоубиство. Пред крај рата ћерка Љуба, у страху од нових комунистичких власти је побегла из земље. Степан Колесников се по други пут оженио руском емигранткињом Маријом Грегоровном.
Последњих 12 година живота (1948) је био тешко болестан од Паркинсонове болести. Неспособан за рад, био је приморан да запосли два млада уметника, који су израђивали основе слика, које је касније Колесников довршавао и потписивао.
Да би се превазишао немоћ изазвану физичком болешћу, он прибегава је разним стратегијама. Тражио је од рођака да му везују четкицу за руку. За сликање је чешће користио нож за размазивање боја на палети.
Снажан ударац за уметника је било сазнање о одлуци нових власти да се плафон Народног позоришта почетком 1950-их година префарба.
Његова дела се налазе у водећим музејима у Србији, Државном музеју и Музеју ликовне уметности у Петрограду, музеји у Москви, Одеси, Кијеву, Казану, Севастопољу, Краснодару, Дњепропетровску, Уфи, Берну, Берлину, Лондону, Паризу, Њујорку итд.
Добитник је многобројних награда, међу њима, Куинџијеве награде, Златне медаље I класе и Награде цара Николаја II и Ордена Светог Саве (1924).
Степан Фјодорович Колесников је умро у мају 1955, а сахрањен је у близини Иверске капеле, на Новом гробљу у Београду.

## Дела
- „Пролеће” — „Весна”, уље на платну, 1,37 х 2,48 (1905)
- „Месечина” — „Лунная ночь”, уље на картону, 0,33 х 0,415 (1905)
- „Јесење сунце” — „Осеннее солнце”, уље на платну, 0,25 х 0,335 (1905)
- „Јесен” - „Осень”, уяе на платну, 1,09 х 1,44 (1905)
- „Први снег” — „Первий снег”, уље на картону, 0,41 х 0,51 (1905)
- „Смркавање” — „Вечереет”, уље на платну, 1,34 х 2,10 (1906)
- „Зима. Сеоска ограда” — „Зима. Околица”, уље на платну, 0,74 х 0,96 (1907)
- „На орању” — „На пашне”, уље на платну, 1,60 х 2,30 (1907)
- „Последњи снег” — „Последний снег”, уље на платну, 0,8 х 1,10 (1908)
- „Пролеће” — „Весна”, уље на платну, 2,90 х 2,50 (!909)
- „На старом имању” — „В старой усадьбе”, уље на платну, 1,53 х 2,07 (1909)
- „Пред буром” — „Перед грозой”, уље на платну, 0,54 х 0,74 (1909)
- „Пејзаж” — „Пейзаж”, темпера на картону 0,148 х 0,195 (1910)
- „Рано пролеће” — „Ранняя весна”, гваш на папиру, 0,178 х 0,24 (1910)
- „Портрет И. Ф. Колесникове” (1911)
- „Грнчар - портрет Ф. П. Папандопуло” (1911)
- „Пролеће у Подољској губеранији” — „Весна в Подольской губернии”, уље на платну, 1,44 х 1,92 (1911)
- „Јесен” — „Осень”, гваш на папиру, 0,30 х 0,40 (1911)
- „Црница” (1912)
- „Портрет Ана А. Базопулос” (1913)
- „Рибар. Портрет Ф. П. Пападондопуло” (1913)
- „Позна јесен” (1913)
- „Оштрач” (1914)
- „Март” (1914)
- „На орању у Јекатеринаславској губернији” — „На пашне. В Екатерионославской губернии” 1,452 х 2,12 (1915)
- „На имању” (1916)
- „Стара шума” (1920)
- „Бој на Кајмакчану/За отаџбину на Кајмакчалану” (1926)
- „Портрет Ђорђа М. Илића” (1928)
- „Возови у снегу” (1929)
- „Шетња” — „Прогулка”, уље на платну, 1,66 × 1,03, (1929)
- „Ирина А. Колесников” (1930)
- „Рибар” (1930)
- „Продавци тепиха” (1930)
- „Жене” (1933)
- „Портрет дипломате” (1934)
- „Династија Карађорђевић” (1935)
- “ Пар на снегу” (1935)
- „Шума под снегом” (!937)
- „Бундеве” — „Тыквы”, мртва природа, уље на платну 1,12 × 1,90 (1939)
- „Весници пролећа” (1944)
- „У пољу” (1945)
- „Бежанија” (1946)
- „Портрет Милана Клисића” (1946)
- „Емигранти” (1947)
- „Језеро” (1948)

## Галерија
- На орању у Јекатеринаславској губернији, 1,452х2,12 (1915)
- Зима. Сеоска ограда 0,74х0,96 (1907)
- Велики четвртак